# B28 (bombe nucléaire)

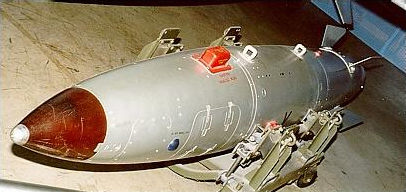
Une bombe B28.

Pour les articles homonymes, voir B28.
La bombe B28 est une bombe H américaine dérivée de l'ogive W28.

## Production et variantes
Elle est produite de 1957 à 1966[réf. souhaitée]. 
Cinq modèles sont développés : la B28EX, bombe gravitaire pour emport externe et la B28IN pour emport en soute, la B28FI, bombe emportée en soute et pouvant être freinée par un parachute, B28RE, similaire mais pour emport externe et B28RI bombe toujours freinée par parachute et emportée en soute. Ces cinq variantes sont améliorées au fur et à mesure de la production, qui commence avec les mod. 0 entrés en service en 1958, puis les mod. 1 en 1960 et enfin les mod. 2 en 1961. 
Elle peut être embarquée sur divers avions : B-52 Stratofortress, B-1B Lancer, A-4 Skyhawk, A-6 Intruder, A-7 Corsair II, F-100 Super Sabre, F-4 Phantom II, F-104 Starfighter, Canberra ou encore Valiant. Elle est remplacée dans les années 1980 par la bombe B83 et disparait de l’arsenal en 1995.